# Piaski (powiat złotowski)
Piaski – osada leśna w Polsce położona w województwie wielkopolskim, w powiecie złotowskim, w gminie Jastrowie, na Pojezierzu Wałeckim, pomiędzy jeziorami Trzebieszki i Krąpsko Łękawe.
W latach 1975–1998 miejscowość administracyjnie należała do województwa pilskiego.